# 水木純一郎
水木 純一郎（みずき じゅんいちろう、1950年11月11日 - ）は、日本の物理学者。関西学院大学名誉教授。
関西学院中学部・高等部、関西学院大学理学部物理学科卒業。1980年東北大学大学院理学研究科博士課程修了、理学博士。日本学術振興会奨励研究員などを経て、1985年にNEC基礎研究所に入所。1996年に日本原子力研究所（現日本原子力研究開発機構）に転じ、SPring-8の放射光を用いて物質の研究を行った。2011年4月より、関西学院大学理工学部教授。2017年4月より同大学理工学部長。2019年3月同大学を退職し名誉教授に。2011年から2013年の間、日本放射光学会会長を務めた。放射光X線を利用した構造物性研究が主たる業績。

## 主要業績
- K. TANIGAKI, T. W. EBBESEN, S. SAITO, J. MIZUKI, J. S. TSAI, Y. KUBO and S. KUROSHIMA, Superconductivity at 33 K in CsxRbyC60, Nature  352, 222 - 223 (1991) https://www.nature.com/articles/352222a0
- Y. Nishihata , J. Mizuki , T. Akao , H. Tanaka , M. Uenishi , M. Kimura , T. Okamoto and N. Hamada, Self-regeneration of a Pd-perovskite catalyst for automotive emissions control, Nature 418, 164–167 (2002). https://www.nature.com/articles/nature00893